# Ratari (Smederevska Palanka)
Pour les articles homonymes, voir Ratari.
Ratari (en serbe cyrillique : Ратари) est une localité de Serbie située dans la municipalité de Smederevska Palanka, district de Podunavlje. Au recensement de 2011, elle comptait 1 766 habitants.
Ratari est officiellement classé parmi les villages de Serbie.

## Géographie
Ratari est situé à 12 km au nord-ouest de Smederevska Palanka.

## Histoire
Les découvertes archéologiques effectuées sur le territoire de Ratari, notamment au hameau de Šiljakovac, ont montré que le secteur était habité dès 4 500-5 000 av. J.C. Au hameau se Svinja a été découverte une hache de pierre qui remonte au début de l'âge de la pierre ; cet objet se trouve aujourd'hui au Musée national de Smederevska Palanka.
La première mention écrite Ratari date de 1717, à l'époque de l'occupation du nord de la Serbie par les Empire d'Autrichiens (1717-1739. Au lendemanin de la seconde révolte serbe contre les Ottomans, le village comptait 43 foyers ; ce nombre était de 54 en 1819, de 58 en 1822, de 113 en 1846, de 389 en 1895 et de 504 en 1922. En 1910, on y comptait 3 393 et, en 1927, 3 207.

## Démographie

### Évolution historique de la population
| 1948  | 1953  | 1961  | 1971  | 1981  | 1991  | 2002  | 2011  |
| ----- | ----- | ----- | ----- | ----- | ----- | ----- | ----- |
| 3 315 | 3 337 | 3 260 | 2 955 | 2 715 | 2 351 | 2 035 | 1 766 |

|  |